# Boof Pack
Boof Pack è un singolo del rapper statunitense Lil Mosey, pubblicato il 14 marzo 2018 dall'etichetta discografica Republic Records.

## Tracce
1. Boof Pack – 2:13